# Fort Middelgrund
Fort Middelgrund (Deens: Middelgrundsfortet) of Ungdomsøen ("Het eiland Jeugd") is een forteiland in de Sont. Het is aangelegd ter verdediging van Kopenhagen.
Het fort ligt op een kunstmatig eiland tussen Kopenhagen en de Zweedse stad Malmö. Hier ligt een zandbank en daarop werd voldoende steen en zand gestort zodat het land boven water kwam. Het werd tussen 1890 en 1894 aangelegd om de hoofdstad te verdedigen tegen aanvallen vanuit zee. Twee naburige zeeforten zijn gebouwd met hetzelfde doel, Fort Trekroner en Fort Flak.
Fort Middelgrund is het grootste kunstmatige zeeforteiland van de wereld. Het heeft een oppervlakte van 50.000 m² en inclusief een kleine haven in het zuidelijke deel komt het totaal op 70.000 m². Rond het eiland werd een rand van stenen gelegd als golfbreker en om een landing op het fort te beletten.
Op het eiland werden bomvrije manschappenverblijven, magazijnen, munitieopslagplaatsen en open geschutopstellingen aangelegd. Bij de bouw stonden er vijf zware kanonnen opgesteld met een kaliber van circa 30 cm, 12 middelzware kanonnen met een kaliber van 17 cm en tot slot 13 snelvuurkanonnen. In het midden van het fort stond een observatiekoepel voor de commandant. Op een hoogte van 25 meter had hij zicht op de vijand en kon hij de kanonnen van instructies voorzien. De gebouwen hadden elektriciteit voor de verlichting, de liften en de ventilatie.
Op 9 april 1940 vielen Duitse troepen de hoofdstad aan als onderdeel van de Slag om Denemarken. Om 04.15 uur voer de mijnenlegger Hanzestad Danzig, geëscorteerd door de ijsbreker Stettin en twee patrouilleboten de haven van Kopenhagen binnen. Hoewel de haven werd beschermd door Fort Middelgrund, aarzelde de pasbenoemde Deense commandant actie te ondernemen. De schepen passeerden het fort ongemoeid.
Het eiland bleef tot 1984 in gebruik bij defensie. Vanaf de opening tot 1932 viel het fort onder de Deense landmacht en daarna onder de marine. Alleen in de periode 1965 en 1984 was de luchtmacht de baas vanwege de opstelling van HAWK luchtdoelraketten.
In 1988 werd het open gestel voor het publiek. In 2002 werd het verkocht aan een particulier, maar veel gebeurde niet op het eiland. In 2015 werd het weer overgenomen door de Deense scouting organisatie die het eiland gaat gebruiken voor jeugdactiviteiten.

## Ungdomsøen
Twee Deense scoutorganisaties, Det Danske Spejderkorps en KFUM-spejderne, kochten het eiland in april 2015 voor 20 miljoen Deense kronen met geld geschonken door de fondsen A. P. Møller en Nordea. De twee organisaties zijn van plan het eiland voor alle Deense jongeren te gebruiken, niet alleen de scouts. Ungdomsøen ("Het eiland Jeugd") is geopend in augustus 2019.